# Geoendomychus assamensis
Geoendomychus assamensis là một loài bọ cánh cứng trong họ Endomychidae. Loài này được Strohecker miêu tả khoa học năm 1983.